# Louis Piochelle
Louis Piochelle (ur. 12 grudnia 1888, zm. 15 września 1939) – francuski bokser, uczestnik Letnich Igrzysk Olimpijskich 1920 w Antwerpii, mistrz Francji z roku 1919.
Na Letnich Igrzyskach Olimpijskich 1920 przegrał w ćwierćfinale z reprezentantem Wielkiej Brytanii Haroldem Franksem, nie zdobywając medalu.